# Borabenzen
Borabenzen je hypotetická heterocyklická sloučenina, analog pyridinu, který má dusíkový atom nahrazen atomem boru, se vzorcem C5H5B. Na rozdíl od podobné a velmi stabilní molekuly benzenu má borabenzen nízkou elektronovou hustotu. Podobné borabenzenům jsou boratabenzenové (boranuidabenzenové) anionty, jejichž základní molekula má vzorec [C5H5BH]−.

## Adukty
Bylo izolováno několik aduktů borabenzenu s Lewisovými zásadami. Protože samotný borabenzen nelze získat, tak musejí být připravovány nepřímými metodami; například reakcí 4-silyl-1-methoxyboracyklohexadienu s pyridinem:
C5H5N + MeOBC5H5SiMe3 → C5H5N-BC5H5 + MeOSiMe3
Adukt s pyridinem (C5H5N-BC5H5) má podobnou strukturu jako bifenyl.
Na rozdíl od bezbarvého bifenylu má tato látka žluté zbarvení, což ukazuje na rozdílnou elektronovou strukturu. Vazba pyridinu je velmi pevná, nebyla pozorována přeměna na volný pyridin, a to ani při vyšších teplotách.

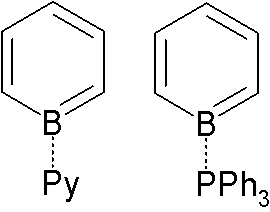
Adukty borabenzenu s pyridinem a trifenylfosfinem

Adukt borabenzenu a pyridinu se chová jako dien, nikoliv jako analog bifenylu, a může vstupovat do Dielsových–Alderových reakcí.